# Juan Espinosa "Armillita"
Juan Espinosa Saucedo, más conocido como Juan Espinosa “Armillita” (Saltillo, Coahuila, 26 de junio de 1905-Ciudad de México, 24 de mayo de 1964), fue un torero mexicano.

## Familia
Fue hijo de Fermín Espinosa Orozco y María Saucedo Flores. Perteneció a una familia cuya tradición taurina comenzó su tío Pedro y su padre, quien fue banderillero y peón de brega y el primero en ser conocido con el apodo de “Armillita”.  Sus hermanos, Zenaido y José fueron banderilleros, y su hermano Fermín le siguió los pasos como matador.

## Novillero y torero
Inició su carrera como novillero en 1922, y continuó como tal durante las temporadas de 1923 y 1924. Tomó la alternativa el 30 de noviembre de 1924 en el Toreo de la colonia Condesa de la Ciudad de México  con el toro Costurero, su padrino fue Rodolfo Gaona y el testigo Antonio Márquez. Esa tarde consiguió aplausos con el sexto de la tarde llamado Relámpago.
El 16 de mayo de 1925 recibió la alternativa en España en Talavera de la Reina, su padrino fue Marcial Lalanda y el testigo fue el rejoneador Alfonso Reyes. Confirmó en Las Ventas el 20 de septiembre del mismo año, con el toro Rebozado, siendo su padrino Serafín Vigiola del Torco “Torquito” y el testigo José Roger “Valencia”. El 25 de marzo de 1928 fue padrino de alternativa de su hermano Fermín en la Monumental de Barcelona, teniendo como testigo a Vicente Barrera. 
En 1932 decidió integrarse como subalterno a la cuadrilla de su hermano, quien ya había alcanzado fama y renombre. Entre 1950 y 1951 perteneció a la cuadrilla de Silverio Pérez. El 21 de diciembre de 1952, actuando en la cuadrilla de Luis Miguel “Dominguín”,  fue cornado de gravedad al ejecutar la suerte de banderillas al toro Cañi en la Plaza México, esa fue la última ocasión que salió al ruedo.
Toreaba bien tanto con el capote como con la muleta, pero destacó más como banderillero. Se le consideró uno de los mejores subalternos, hizo buena mancuerna de brega con su hermano Zenaido.  Murió en la Ciudad de México el 24 de mayo de 1964. 